# Samoa aux Jeux olympiques d'été de 2012
Les Samoa participent aux Jeux olympiques d'été de 2012 à Londres. Il s'agit de leur 8e participation aux Jeux olympiques d'été. À ce jour[Quand ?], les Samoans n'ont jamais obtenu de médaille olympique.
L'équipe samoane est composée de huit athlètes, qui prennent part aux épreuves de taekwondo, de judo, de lancer de poids, de tir à l'arc, de kayak et d'haltérophilie.

## Athlétisme
Emanuele Fuamatu participe au lancer de poids.
Dans le groupe B, il termine 18e (sur 20), avec un lancer de 17,78 mètres.
| Athlète          | Compétition              | Qualification | Qualification | Finale       | Finale       |
| Athlète          | Compétition              | Distance      | Position      | Distance     | Position     |
| ---------------- | ------------------------ | ------------- | ------------- | ------------ | ------------ |
| Emanuele Fuamatu | Lancer du poids - hommes | 17,78 m       | 18            | Pas qualifié | Pas qualifié |

## Canoë-kayak

### Course en ligne
Rudolph Berking-Williams prend part à deux épreuves de kayak.
| Athlète                  | Compétition  | Séries         | Séries | Demi-finales | Demi-finales | Finale       | Finale       |
| Athlète                  | Compétition  | Temps          | Rang   | Temps        | Rang         | Temps        | Rang         |
| ------------------------ | ------------ | -------------- | ------ | ------------ | ------------ | ------------ | ------------ |
| Rudolph Berking-Williams | C1 – 200 m   | 51 s 483       | 6 S    | 54 s 471     | 8            | Pas qualifié | Pas qualifié |
| Rudolph Berking-Williams | C1 – 1 000 m | 4 min 54 s 211 | 6      | Pas qualifié | Pas qualifié | Pas qualifié | Pas qualifié |

## Haltérophilie
Le pays présente deux haltérophiles : Ele Opeloge (+ de 75 kg femmes) et Toafitu Perive (- de 77 kg hommes). Ele Opeloge termine 6e (sur 14), et Toafitu Perive 11e (sur 12).
| Athlète        | Compétition   | Arraché  | Arraché | Épaulé-jeté | Épaulé-jeté | Total  | Rang |
| Athlète        | Compétition   | Résultat | Rang    | Résultat    | Rang        | Total  | Rang |
| -------------- | ------------- | -------- | ------- | ----------- | ----------- | ------ | ---- |
| Toafitu Perive | -77 kg hommes | 122 kg   | 12      | 167 kg      | 11          | 289 kg | 11   |
| Ele Opeloge    | -75 kg femmes | 117 kg   | 9       | 150 kg      | 6           | 267 kg | 6    |

## Judo
Aleni Smith s'est qualifié, via les qualifications régionales, pour l'épreuve des moins de 73 kg hommes.
| Athlète     | Compétition   | 1er tour            | 2e tour              | 3e tour             | Quarts de finale    | Demi-finales        | Repêchage 1         | Repêchage 2         | Finale              | Finale       |
| Athlète     | Compétition   | Adversaire Résultat | Adversaire Résultat  | Adversaire Résultat | Adversaire Résultat | Adversaire Résultat | Adversaire Résultat | Adversaire Résultat | Adversaire Résultat | Rang         |
| ----------- | ------------- | ------------------- | -------------------- | ------------------- | ------------------- | ------------------- | ------------------- | ------------------- | ------------------- | ------------ |
| Aleni Smith | Hommes -73 kg | exempt              | Ježek Perd 0000–0100 | Pas qualifié        | Pas qualifié        | Pas qualifié        | Pas qualifié        | Pas qualifié        | Pas qualifié        | Pas qualifié |

## Taekwondo
Talitiga Crawley s'est qualifiée en septembre 2011 dans la catégorie des plus de 67 kg dames. Dans le même temps, Kaino Thomsen-Fuataga s'est qualifié dans la catégorie des plus de 80 kg hommes,,. 
| Athlète               | Compétition   | 1er tour            | Quarts de finale    | Demi-finales        | Repêchage 1         | Repêchage 2         | Finale              | Finale        |
| Athlète               | Compétition   | Adversaire Résultat | Adversaire Résultat | Adversaire Résultat | Adversaire Résultat | Adversaire Résultat | Adversaire Résultat | Rang          |
| --------------------- | ------------- | ------------------- | ------------------- | ------------------- | ------------------- | ------------------- | ------------------- | ------------- |
| Kaino Thomsen-Fuataga | Hommes +80 kg | Obame Perd 2-9      | Pas qualifié        | Pas qualifié        | Despaigne Perd 2-14 | Pas qualifié        | Pas qualifié        | Pas qualifié  |
| Talitiga Crawley      | Femmes +67 kg | Mandić Perd 2-16    | Pas qualifiée       | Pas qualifiée       | Espinoza Perd 0-13  | Pas qualifiée       | Pas qualifiée       | Pas qualifiée |

## Tir à l'arc
Maureen Tuimalealiifano s'est qualifiée pour l'épreuve individuelle dames,.
| Athlète                 | Compétition       | Tour préliminaire | Tour préliminaire | 1er tour             | 2e tour          | 3e tour          | Quarts de finale | Demi-finales     | Finale           | Finale        |
| Athlète                 | Compétition       | Score             | Rang              | Adversaire Score     | Adversaire Score | Adversaire Score | Adversaire Score | Adversaire Score | Adversaire Score | Rang          |
| ----------------------- | ----------------- | ----------------- | ----------------- | -------------------- | ---------------- | ---------------- | ---------------- | ---------------- | ---------------- | ------------- |
| Maureen Tuimalealiifano | Individuel femmes | 520               | 63                | Lee S-j (2) Perd 0–6 | Pas qualifiée    | Pas qualifiée    | Pas qualifiée    | Pas qualifiée    | Pas qualifiée    | Pas qualifiée |